# Naoki Yamamoto (Rennfahrer)
Naoki Yamamoto (jap. 山本 尚貴, Yamamoto Naoki; * 11. Juli 1988 in Utsunomiya, Präfektur Tochigi) ist ein japanischer Automobilrennfahrer. Er tritt seit 2010 in der Super Formula (ehemals Formel Nippon) an. Dort gewann er 2013 sowie 2018 die Fahrerwertung.

## Karriere

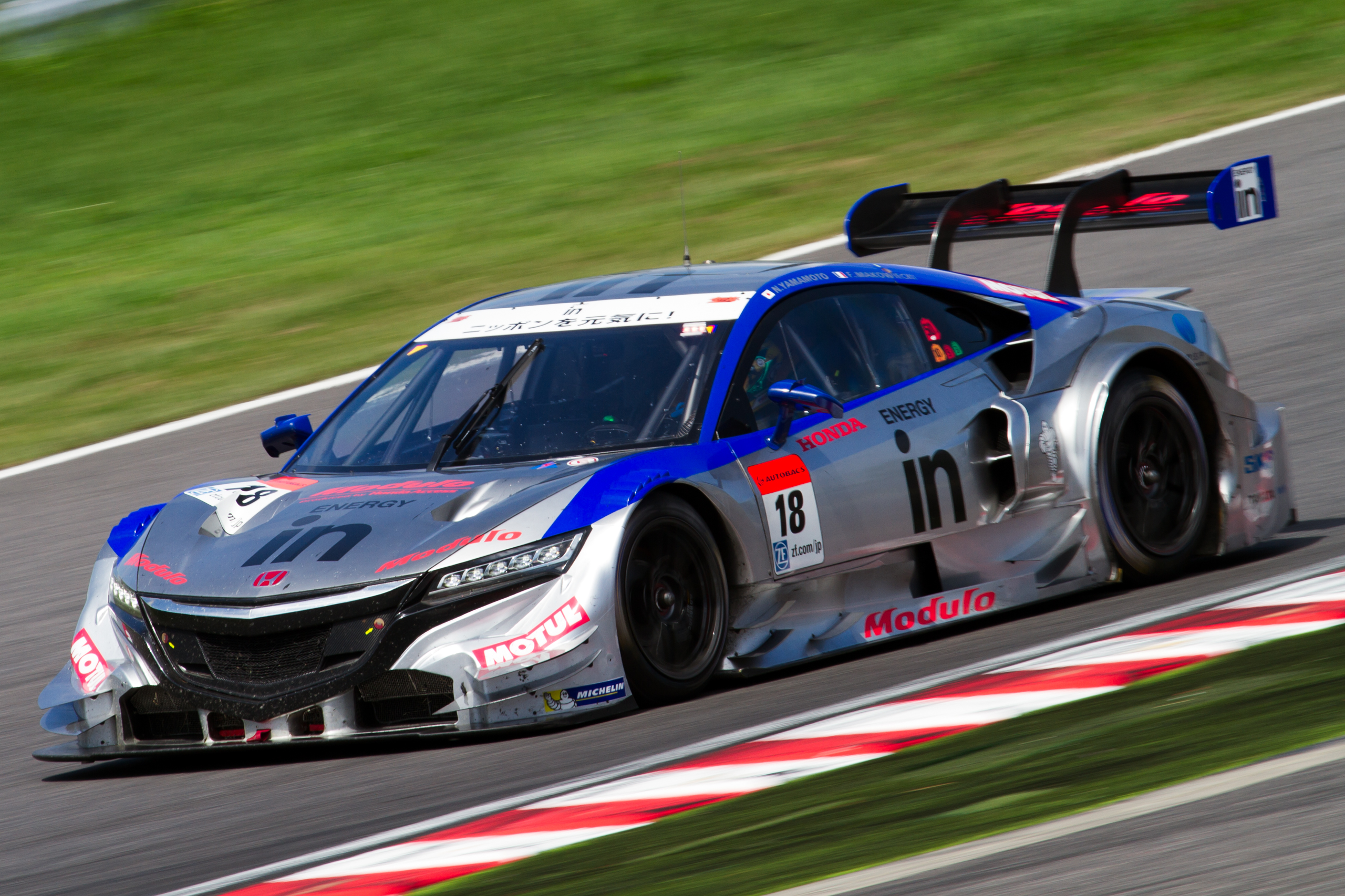
Naoki Yamamoto beim 1000-km-Rennen in Suzuka 2014.

Nachdem Yamamoto seine Motorsportkarriere im Kartsport begonnen hatte, wechselte er 2007 in den Formelsport. Er startete in der japanischen Formel Challenge und wurde Vizemeister dieser Serie. 2008 wechselte er in die japanische Formel-3-Meisterschaft. Er gewann ein Rennen und beendete die Saison auf dem fünften Gesamtrang. 2009 blieb Yamamoto in der japanischen Formel 3, er trat allerdings in der nationalen Klasse an. Er gewann acht Mal diese Wertung und entschied die nationale Klasse für sich.
2010 wechselte Yamamoto in die Formel Nippon zu Nakajima Racing. Er kam regelmäßig in die Punkteränge und beendete die Saison auf dem siebten Platz in der Fahrerwertung. Damit unterlag er Takashi Kogure mit 20,5 zu 38 Punkten. Außerdem startete er für das Team Kunimitsu in der Super GT und wurde zusammen mit Takuya Izawa Achter in der Fahrerwertung. 2011 wechselte Yamamoto innerhalb der Formel Nippon zum Team Mugen. Am Saisonende belegte er den elften Gesamtrang. Ein fünfter Platz war sein bestes Ergebnis. Darüber hinaus wurde er zusammen mit Izawa für Kunimitsu Neunter in der Super GT. 2012 erreichte Yamamoto für das Team Mugen erneut den elften Platz in der Formel Nippon. In der Super GT lag er zusammen mit Izawa für Kunimitsu auf dem fünften Platz.
2013 wurde die Formel Nippon in Super Formula umbenannt und Yamamoto blieb beim Team Mugen. Er kam bei jedem Rennen ins Ziel und gewann in Suzuka sein erstes Rennen. Er entschied die Meisterschaft am Saisonende für sich. Er war dabei punktgleich mit André Lotterer. In der Super GT wechselte Yamamoto 2013 zu Weider Modulo Dome Racing und wurde Teamkollege von Frédéric Makowiecki. Die beiden gewannen ein Rennen und wurden Vierte in der Fahrerwertung. 2014 absolvierte Yamamoto für Mugen seine fünfte Super-Formula-Saison. In der Gesamtwertung lag er auf dem neunten Platz. In der Super GT hatte Yamamoto bei Weider Modulo Dome Racing wechselnde Teamkollegen. Zusammen mit Makowiecki gewann er ein Rennen. In der Fahrerwertung erreichte er den vierten Rang. In der Super-Formula-Saison 2015 ging Yamamoto erneut für Mugen an den Start. Er gewann ein Rennen und wurde Fünfter in der Meisterschaft. In der Super GT kehrte Yamamoto 2015 zum Team Kunimitsu zurück und bildete erneut ein Duo mit Izawa. Die beiden entschieden ein Rennen für sich und schlossen die Saison auf dem dritten Platz ab.
2016 absolvierte Yamamoto ein weiteres Jahr in der Super Formula für Mugen. Mit einem Sieg erreichte er Platz sieben in der Fahrerwertung. In der Super GT wurde Yamamoto zusammen mit Izawa für das Team Kunimitsu 14. im Gesamtklassement.
In der Super-GT-Saison 2018 gewann Yamamoto gemeinsam mit seinem Teamkollegen Jenson Button im vom Team Kunimitsu eingesetzten Raybrig NSX-GT sowohl die Fahrer- als auch die Teammeisterschaft.
Im Rahmen des Großen Preises von Japan 2019 nahm Yamamoto für die Scuderia Toro Rosso erstmals an einem freien Training der Formel 1 teil.

## Statistik

### Karrierestationen
| - 2007: Japanische Formel Challenge (Platz 2) - 2008: Japanische Formel 3 (Platz 5) - 2009: Japanische Formel 3, nationale Klasse (Meister) - 2010: Formel Nippon (Platz 7) - 2010: Super GT (Platz 8) - 2011: Formel Nippon (Platz 11) - 2011: Super GT (Platz 9) | - 2012: Formel Nippon (Platz 11) - 2012: Super GT (Platz 5) - 2013: Super Formula (Meister) - 2013: Super GT (Platz 4) - 2014: Super Formula (Platz 9) - 2014: Super GT (Platz 4) - 2015: Super Formula (Platz 5) | - 2015: Super GT (Platz 3) - 2016: Super Formula (Platz 7) - 2016: Super GT (Platz 14) - 2017: Super GT (Platz 7) - 2018: Super GT (Meister) - 2019: Super GT |

### Einzelergebnisse in der Formel Nippon/Super Formula
| Jahr | Team            | Motor | 1   | 2   | 3   | 4   | 5   | 6   | 7   | 8   | 9   | 10  | 11 | Punkte | Rang |
| ---- | --------------- | ----- | --- | --- | --- | --- | --- | --- | --- | --- | --- | --- | -- | ------ | ---- |
| 2010 | Nakajima Racing | Honda | SU1 | MO1 | FU1 | MO2 | SUG | AUT | SU2 | SU2 | FU2 | FU2 |    | 20,5   | 7.   |
| 2010 | Nakajima Racing | Honda | 7   | 5   | 7   | 4   | DNF | 5   | 6   | 5   | 8   | 2   |    | 20,5   | 7.   |
| 2011 | Team Mugen      | Honda | SU1 | AUT | FU1 | MO1 | SU2 | SUG | MO2 | MO2 | FU2 |     |    | 5      | 11.  |
| 2011 | Team Mugen      | Honda | DNF | 5   | 9   | 14  | C   | 11  | 12  | DNF | 8   |     |    | 5      | 11.  |
| 2012 | Team Mugen      | Honda | SU1 | MO1 | AUT | FU1 | MO2 | SUG | SU2 | SU2 | FU2 |     |    | 4      | 11.  |
| 2012 | Team Mugen      | Honda | 7   | 7   | 9   | 12  | DNF | 14  | 15  | DNF | 8   |     |    | 4      | 11.  |
| 2013 | Team Mugen      | Honda | SU1 | AUT | FU1 | MOT | INJ | SUG | SU2 | SU2 | FU2 |     |    | 37     | 1.   |
| 2013 | Team Mugen      | Honda | 4   | 3   | 3   | 8   | C   | 3   | 1   | 3   | 5   |     |    | 37     | 1.   |
| 2014 | Team Mugen      | Honda | SU1 | FUJ | FUJ | FUJ | MOT | AUT | SUG | SU2 | SU2 |     |    | 14,5   | 9.   |
| 2014 | Team Mugen      | Honda | 11  | DNF | 5   | 5   | 15  | 7   | 7   | 7   | 6   |     |    | 14,5   | 9.   |
| 2015 | Team Mugen      | Honda | SU1 | OKA | FUJ | MOT | AUT | SUG | SU2 | SU2 |     |     |    | 26     | 5.   |
| 2015 | Team Mugen      | Honda | 15* | 4   | 12  | 8   | 7   | 2   | 14* | 1   |     |     |    | 26     | 5.   |
| 2016 | Team Mugen      | Honda | SU1 | OK1 | FUJ | MOT | OK2 | OK2 | SUG | SU2 | SU2 |     |    | 15,5   | 7.   |
| 2016 | Team Mugen      | Honda | 1   | 5   | DNF | 8   | 10  | 6   | 14  | 19  | DNF |     |    | 15,5   | 7.   |

Anmerkungen
1. 1 2 3 4  Für den Fuji Sprint Cup wurden keine Punkte vergeben.